# Salka Viertel
 (mars 2024).
Salka Viertel (née Salomea Sara Steuermann le 15 juin 1889 à Sambor en Autriche-Hongrie et morte le 20 octobre 1978  à Klosters, en Suisse) est une actrice et scénariste austro-américaine.
Elle est la mère de l'écrivain américain Peter Viertel.

## Sa vie
Le père de Salka Viertel était un avocat juif, maire de Sambor, en Galicie. Elle a débuté comme actrice comme actrice en 1910, dans les villes périphérique de l'Empire austro-hongrois. Après avoir joué sous la direction de Max Reinhardt, à Berlin, elle s'est installée à Vienne, où elle a fait la connaissance de son futur mari, Berthold Viertel, qui lui a donné trois fils.
En 1932, elle a suivi son mari à Hollywood et a commencé à écrire des scénarios pour son amie Greta Garbo, dont les plus connus La Reine Christine et Anna Karénine.
Pendant les années 1950, fuyant l'hostilité du maccarthysme à Hollywood, après l'affaire des époux Rosenberg, elle se réfugia à Klosters, village alpin des Grisons, où elle passa ensuite la plupart de son temps. Greta Garbo y venait souvent en visite.

## Œuvre

### Films
- 1929 : Seven Faces (en) de Berthold Viertel
- 1930 : Die Maske fällt de William Dieterle
- 1931 : Anna Christie de Clarence Brown (avec Greta Garbo)
- 1931 : Die heilige Flamme de Berthold Viertel et William Dieterle

### Scénarios
- 1933 : La Reine Christine
- 1934 : Le Voile des illusions
- 1935 : Anna Karénine
- 1937 : Marie Walewska
- 1941 : La Femme aux deux visages
- 1947 : Deep Valley
- 1954 : L'Amante di Paride
- 1959 : Les Bateliers de la Volga

## Publications
- (en) The Kindness of Strangers, 1969
- (de) Das unbelehrbare Herz, Claassen, Hamburg und Düsseldorf, 1970

## Postérité

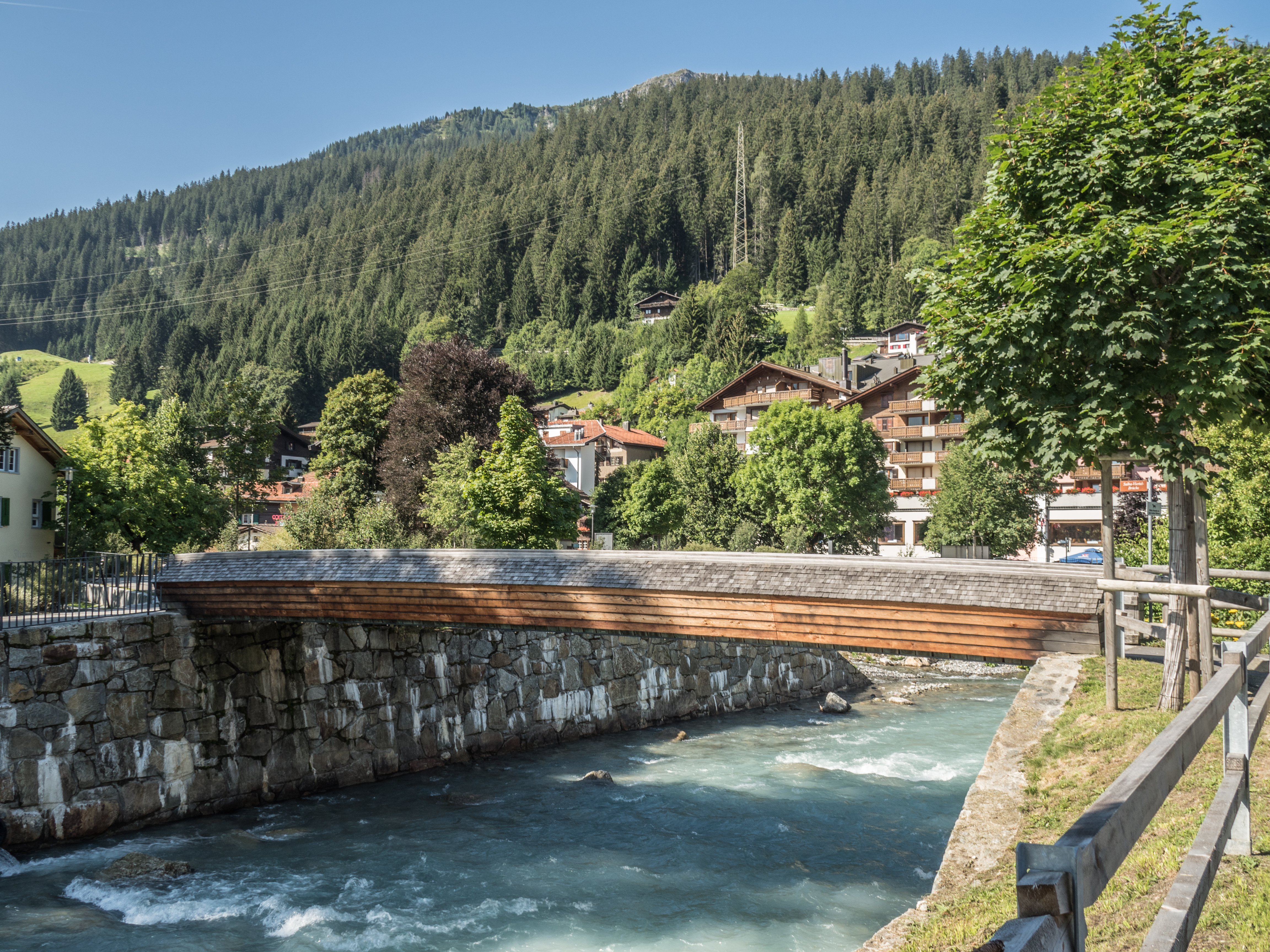
Le pont Salka-Viertel à Klosters.

Un pont de Klosters, sa dernière localité de résidence, porte son nom.

### Biographie
- Katharina Prager, Ich bin nicht gone Hollywood! Salka Viertel - Ein Leben in Theater und Film,  (ISBN 978-3-7003-1592-6), Braumüller Verlag, Wien 2007.